# Wilhelm Roehl

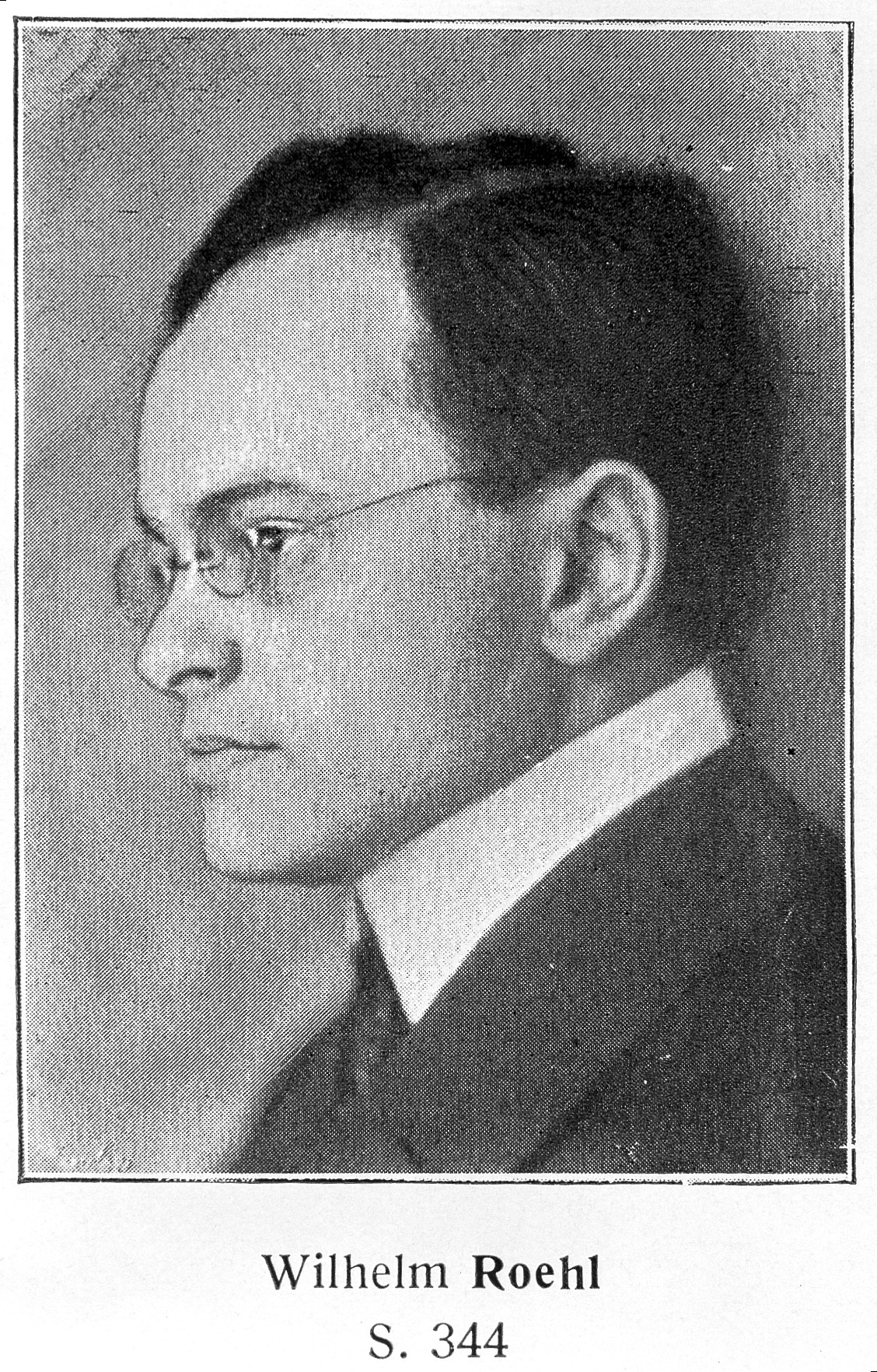

Wilhelm Roehl, auch Röhl, (* 16. April 1881 in Berlin; † 3. März 1929 in Wuppertal-Elberfeld) war ein deutscher Pharmakologe und Mediziner bei den Bayer-Werken (Wuppertal-Elberfeld), bekannt für die Entwicklung verschiedener Chemotherapeutika.
Roehl besuchte die humanistischen Gymnasien in Naumburg und Halberstadt und studierte Medizin an der Universität Halle und der Universität Heidelberg mit dem medizinischen Staatsexamen 1903 und der Promotion zum Dr. med. 1905 (Über die Ausnutzung stickstoffhaltiger Nahrungsmittel bei Störungen der Verdauung) bei Albrecht Kossel  im Institut für Physiologie. 1905 ging er zu Paul Ehrlich an das Institut für Experimentelle Therapie in Frankfurt und begann sich dort für Chemotherapie von Tropenkrankheiten zu interessieren, zuerst an Trypanosomen, den Erregern der Schlafkrankheit. 1906/7 war er kurz in der Universitätsklinik Gießen bei Friedrich Moritz, wo er sich mit der Bildung von Nierensteinen befasste, und dann wieder bei Ehrlich in Frankfurt. 1910 war er bei Hans Horst Meyer im pharmakologischen Institut der Universität Wien und ab 1911 war er in der neu gegründeten pharmakologischen Abteilung der Bayer-Werke in Wuppertal-Elberfeld. Im Ersten Weltkrieg war er 1915 bis 1918 als Arzt an der Front und danach wieder bei Bayer, wo er ab 1922 der Abteilung Chemotherapie vorstand und 1927 Prokura erhielt.
Bei Bayer untersuchte er die Wirksamkeit des dort entwickelten Germanin gegen Schlafkrankheit und von Pamaquin (Plasmochin) gegen Malaria. Plasmochin war das erste synthetische Antimalaria-Mittel und war 1924/25 von Chemikern (Fritz Schönhöfer, August Wingler, Werner Schulemann) bei Bayer entwickelt worden. Roehl führte unter anderem die toxikologischen Untersuchungen und die Überprüfung der Wirksamkeit im Tierexperiment (unter anderem Vogelmalaria und im Mausmodell, wobei er fand, dass die Wirkung von Plasmochin nicht über das Immunsystem ging) durch, aber auch an Erkrankten, wozu er in die Tropen und den Mittelmeerraum reiste. Zwei Jahre nach Einführung von Plasmochin starb er, sein Nachfolger bei Bayer als Pharmakologe war Walter Kikuth.
Charakteristische Einlagerungen am Rand roter Blutkörperchen bei Anämie werden als Roehl-Randkörper bezeichnet.

## Schriften
- Grundfragen der Chemotherapie, Deutsche Medizinische Wochenschrift, Band 52, 1926, 2017–2021

| Personendaten    | Personendaten          |
| ---------------- | ---------------------- |
| NAME             | Roehl, Wilhelm         |
| KURZBESCHREIBUNG | deutscher Pharmakologe |
| GEBURTSDATUM     | 16. April 1881         |
| GEBURTSORT       | Berlin                 |
| STERBEDATUM      | 3. März 1929           |
| STERBEORT        | Wuppertal-Elberfeld    |